# Czerwona Słoboda (rejon konotopski)
Czerwona Słoboda (ukr. Червона Слобода) – wieś na Ukrainie, w obwodzie sumskim, w rejonie konotopskim, w hromadzie Buryń. W 2001 liczyła 1399 mieszkańców.